# Kangaroo River (Orara River)
Der Kangaroo River ist ein Fluss im Nordosten des australischen Bundesstaates New South Wales.

## Geographie
Seine Quelle liegt im Kangaroo State Forest. Von dort fließt der Fluss nach Norden. Bei Coutts Crossing mündet der Kangaroo River in den Orara River.